# Kingdom Come (amerykański zespół muzyczny)
Kingdom Come – amerykański zespół hardrockowy, którego liderem jest urodzony w Hamburgu wokalista Lenny Wolf. Pierwszy album grupy o nazwie „Kingdom Come” był jedynym, który odniósł międzynarodowy sukces. Muzyczny styl ich debiutanckiego albumu był bardzo zbliżony do wczesnego blues-rockowego stylu zespołu Led Zeppelin, co wywołało ostre reakcje krytyków. Obecny skład zespołu to wyłącznie muzycy pochodzenia niemieckiego.

## Skład
- Lenny Wolf – śpiew
- Eric Foerster – gitara
- Frank Binke – gitara basowa
- Hendrik Thiesbrummel – perkusja

## Dyskografia
Albumy studyjne
- Kingdom Come (1988)
- In Your Face (1989)
- Hands of Time (1991)
- Bad Image (1993)
- Twilight Cruiser (1995)
- Master Seven (1997)
- Balladesque (1998)
- Too (2000)
- Independent (2002)
- Perpetual (2004)
- Ain't Crying for the Moon (2006)
- Magnified (2009)
- Rendered Waters (2011)
- Outlier (2013)

Albumy koncertowe
- Live & Unplugged (1996)

Single
- Get It On (1988)
- What Love Can Be (1988)
- Do You Like It (1989)